# Villa Castelli (Ispra)
Villa Castelli è una villa che si trova ad Ispra (Provincia di Varese), sul Lago Maggiore.

## Storia
Sull'area delle antiche case della località detta "Pozzolo", fu costruita la villa che ha preso il nome della famiglia Castelli. L'area apparteneva all'Abbazia di San Celso, in seguito la proprietà passò ad Ermenegildo Piuri, e da lui a Giuseppe Brughera ed ai suoi fratelli.
Il figlio di Giuseppe, Leopoldo, costruì una grande casa prima della metà del XIX secolo. Verso Occidente incombeva in grosso caseggiato di proprietà dell'avvocato Paolo Cattaneo e sull'altro lato c'erano il vecchio gruppo di case del Pozzolo e la proprietà di Nicò. Tra il muro di cinta Brughera e la casa colonica Cattaneo, c'era un piccolo spazio non selciato di proprietà controversa, occupato con un deposito da legna di Nicò. Si aprì una questione destinata a durare alcuni anni di contenziosi con il Comune. Alla morte di Leopoldo la casa era stata divisa tra gli eredi, il figlio Achille e la cognata Paola Castelli.
Nel 1876 i Brughera cedettero la proprietà ai fratelli Castelli: Carlo, Giacomo, Pietro, Antonio, Guglielmo e Giovanni.
Guglielmo divenne il proprietario della casa ed  iniziò subito a sistemarla per farne la propria abitazione. Questo abitava a Milano, ma tornava regolarmente per villeggiare in paese. Giacomo ampliò notevolmente la proprietà, acquistando dai Nicolini i fondi Montebello e Montebello superiore, con la cascina e il vigneto. Dopo il 1898, con l'accordo del comune, demolì il fabbricato Cattaneo, e su quell'area ampliò il giardino portando la stradina del monte a fare il giro più largo che possiamo percorrere oggi.
Il figlio di Guglielmo, Franco, fu anche lui molto legato a Ispra. Franco e la moglie Camilla Sormani ebbero un figlio, che ereditò il nome dal nonno Guglielmo. Questo morì a Parigi, il 25 marzo 1919. I genitori scelsero di ricordare il figlio con un'istituzione in favore dei giovani del paese, finanziando la costruzione dell'oratorio. La famiglia si estinse poi con la morte di Franco, nel febbraio 1942.
La villa con il parco venne venduta ai fratelli Pietro e Dante Cerane, industriali di Busto Arsizio che tentarono di avviare uno stabilimento per la lavorazione della calce. Il rustico fu acquistato da Ottavio Leandri nel 1950, e la cascina Montebello dai Binda. La villa fu disabitata per qualche anno, finché il sindaco Ranci avviò le trattative e nel 1971 fu acquistata dal comune per divenire sede del Municipio.
Il vecchio cancello con il monogramma GC (Guglielmo Castelli) chiude l'ingresso delle scuole elementari.

## Architettura
La villa era circondata da un alto muro e nascosta da una fitta cortina di piante che proteggevano la riservatezza dei proprietari. Il parco era collegato alla villa dal ponticello sopra la strada, e saliva con sentieri tagliati nella roccia e immersi nel verde del bosco. Giuseppe Cairo fu l'artefice di gran parte del giardino. Nella villa i padroni vivevano tra il pianterreno e il primo piano, dove accanto alle camere da letto era presente una veranda, trasformata poi in cappella.
Le grandi verande, aperte sul davanti, erano gli ambienti più accoglienti. Al di là della strada sorgeva la cascina, che comprendeva la scuderia per i cavalli e la rimessa delle carrozze, i locali di servizio, il fienile, la lavanderia, la cantina e la tinaja, e infine l’abitazione per i giardinieri e i custodi. 
Sul colle si trovava la piccola cascina dell'Ortiglio, e più sopra la cascina di Montebello con il vigneto.